# 經濟部中央地質調查所
經濟部中央地質調查所（簡稱地調所）曾為中華民國經濟部所屬之行政機關，主管全國地質與礦藏的調查，依法辦理全國地質礦產調查及研究，綜合策劃全國地質業務及建立全國性之地質資料，2023年9月26日與礦物局整併為經濟部地質調查及礦業管理中心。

## 沿革

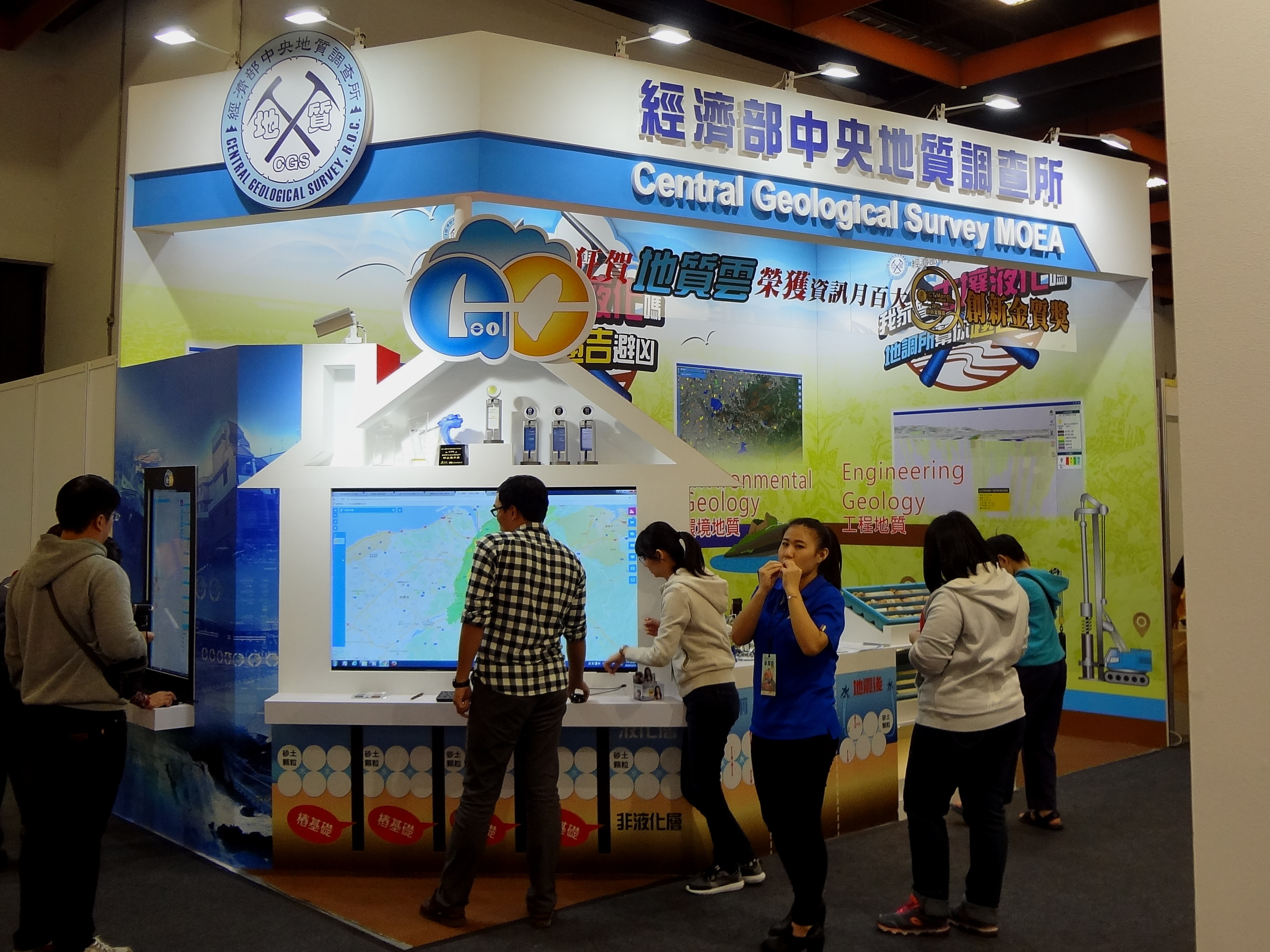
2016年資訊月，經濟部中央地質調查所攤位

- 1916年，北洋政府於北京市成立地質調查所，隸屬工商部；首任所長是丁文江。
- 1936年，地質調查所遷往南京市，隸屬國民政府經濟部。
- 1941年，地質調查所改名為中央地質調查所。
- 1945年中華民國接管臺灣後，經濟部派遣中央地質調查所三位技正畢慶昌、徐鐵良、何春蓀接收臺灣總督府地質調查所。1946年，經濟部在臺灣總督府地質調查所原址（原德記洋行地產，被臺灣總督府以敵產沒入）成立臺灣省地質調查所，首任所長為畢慶昌。
- 1946年10月，臺灣省行政長官公署要求臺灣省地質調查所搬遷，地產歸還德記洋行。臺灣省地質調查所遷至臺北縣北投鎮附近。
- 中華民國政府遷臺後，並未立即恢復中央地質調查所建制，而是由臺灣省地質調查所執行地質調查工作。1949年，臺灣省地質調查所改隸臺灣省政府建設廳。
- 1978年11月20日，經濟部恢復成立經濟部中央地質調查所，臺灣省地質調查所併入經濟部中央地質調查所，時任經濟部中央地質調查所代理所長為徐鐵良。
- 1978年12月，經濟部中央地質調查所搬離臺中市臺灣省政府干城辦公區，遷至臺北市城中區仁愛路二段1號。
- 1983年2月26日，經濟部中央地質調查所於臺北縣中和市（今新北市中和區）華新街興建之「地質研究館」落成，地上6層，總面積5735平方公尺，落成紀念碑文〈經濟部中央地質調查所地質研究館興建記〉由經濟部部長趙耀東署名。
- 1983年5月25日，經濟部中央地質調查所遷至地質研究館。
- 1996年11月6日，經濟部令，訂定發布《地質資料蒐集管理辦法》；第4條規定，地質資料之蒐集管理業務「由經濟部中央地質調查所執行」。
- 2023年5月16日，立法院三讀通過《經濟部地質調查及礦業管理中心組織法草案》。[1]6月7日，制定公布經濟部地質調查及礦業管理中心組織法[2]9月26日與經濟部礦務局整併新設「經濟部地質調查及礦業管理中心」。

## 歷任首長
| 1    | 徐鐵良 | 1978年7月  | 1983年12月 |
| 2    | 詹新甫 | 1983年12月 | 1987年12月 |
| 3    | 黃敦友 | 1988年4月  | 1994年1月  |
| 4    | 簡芳欽 | 1994年2月  | 1998年1月  |
| 5    | 陳肇夏 | 1998年3月  | 2001年5月  |
| 代理 | 林朝宗 | 2001年5月  | 2002年5月  |
| 6    | 林朝宗 | 2002年5月  | 2013年2月  |
| 代理 | 江崇榮 | 2013年3月  | 2014年4月  |
| 7    | 江崇榮 | 2014年5月  | 2018年1月  |
| 代理 | 曹恕中 | 2018年1月  | 2020年3月  |
| 8    | 曹恕中 | 2020年3月  | 2021年8月  |
| 代理 | 王詠絢 | 2021年8月  | 末任       |

## 組織
地調所設所長、副所長、主任秘書各一人。
業務部門
- 綜合企劃室
- 區域地質組
- 構造與地震地質組
- 環境與工程地質組
- 資源地質組
- 地質資料組

行政部門
- 秘書室
- 人事室
- 主計室
- 政風室